# Mangotitla
Mangotitla är en ort i Mexiko.   Den ligger i kommunen Mixtla de Altamirano och delstaten Veracruz, i den sydöstra delen av landet, 250 km öster om huvudstaden Mexico City. Mangotitla ligger 824 meter över havet och antalet invånare är 113.
Terrängen runt Mangotitla är huvudsakligen bergig, men åt nordväst är den kuperad. Runt Mangotitla är det ganska tätbefolkat, med 199 invånare per kvadratkilometer. Närmaste större samhälle är Zongolica, 9,5 km nordväst om Mangotitla. I omgivningarna runt Mangotitla växer huvudsakligen savannskog.